# ملادن فيسيلينوفيتش
ملادن فيسيلينوفيتش هو لاعب كرة قدم كرواتي في مركز الدفاع، ولد في 22 مايو 1992 في كنين في كرواتيا. لعب مع نابريداك كروشيفاتس وهايدوك كولا.

## وصلات خارجية
- ملادن فيسيلينوفيتش على موقع قاعدة بيانات كرة القدم.إي يو (الإنجليزية)
- ملادن فيسيلينوفيتش على موقع Soccerway.com (الإنجليزية)
- ملادن فيسيلينوفيتش على موقع عالم كرة القدم.نت (الإنجليزية)